# Breach (Kent)
Pour les articles homonymes, voir Breach.
Breach est une localité anglaise située dans le comté du Kent, district de Canterbury.